# Lusanger
Lusanger est une commune de l'Ouest de la France, située dans le département de la Loire-Atlantique, en région Pays de la Loire.

## Géographie

Situation de la commune de Lusanger dans le département de la Loire-Atlantique.

### Situation
Lusanger est localisée à 7 km de l'autoroute des Estuaires à environ 60 km au nord de Nantes et au sud de Rennes (environ 45 minutes en voiture). La commune est traversée par la route entre Châteaubriant à 17 km et Redon à 40 km (un des itinéraires entre Paris et le Morbihan).
| Mouais | Sion-les-Mines | Saint-Aubin-des-Châteaux |
| Derval | Lusanger       |                          |
|        | Jans           | Saint-Vincent-des-Landes |

### Géographie physique
La forêt de Domnaiche-en-Luzanger est une des rares forêts françaises dont l'histoire a été étudiée du Néolithique à nos jours.
- Bois de Bourru

### Climat
Pour des articles plus généraux, voir Climat des Pays de la Loire et Climat de la Loire-Atlantique.
En 2010, le climat de la commune est de type climat océanique franc, selon une étude du CNRS s'appuyant sur une série de données couvrant la période 1971-2000. En 2020, Météo-France publie une typologie des climats de la France métropolitaine dans laquelle la commune est exposée à un climat océanique et est dans la région climatique  Bretagne orientale et méridionale, Pays nantais, Vendée, caractérisée par une faible pluviométrie en été et une bonne insolation. 
Pour la période 1971-2000, la température annuelle moyenne est de 11,7 °C, avec une amplitude thermique annuelle de 13,5 °C. Le cumul annuel moyen de précipitations est de 740 mm, avec 12,6 jours de précipitations en janvier et 6,6 jours en juillet. Pour la période 1991-2020, la température moyenne annuelle observée sur la station météorologique de Météo-France la plus proche, « La-Noe-Blanche », sur la commune de La Noë-Blanche à 18 km à vol d'oiseau, est de 12,2 °C et le cumul annuel moyen de précipitations est de 780,5 mm,. Pour l'avenir, les paramètres climatiques de la commune estimés pour 2050 selon différents scénarios d'émission de gaz à effet de serre sont consultables sur un site dédié publié par Météo-France en novembre 2022.

## Urbanisme

### Typologie
Au 1er janvier 2024, Lusanger est catégorisée commune rurale à habitat très dispersé, selon la nouvelle grille communale de densité à sept niveaux définie par l'Insee en 2022.
Elle est située hors unité urbaine. Par ailleurs la commune fait partie de l'aire d'attraction de Châteaubriant, dont elle est une commune de la couronne,. Cette aire, qui regroupe 20 communes, est catégorisée dans les aires de moins de 50 000 habitants,.

### Occupation des sols
L'occupation des sols de la commune, telle qu'elle ressort de la base de données européenne d’occupation biophysique des sols Corine Land Cover (CLC), est marquée par l'importance des territoires agricoles (80,5 % en 2018), une proportion sensiblement équivalente à celle de 1990 (80,8 %). La répartition détaillée en 2018 est la suivante : 
terres arables (58 %), forêts (16,6 %), zones agricoles hétérogènes (15 %), prairies (7,5 %), milieux à végétation arbustive et/ou herbacée (2 %), zones urbanisées (0,9 %). L'évolution de l’occupation des sols de la commune et de ses infrastructures peut être observée sur les différentes représentations cartographiques du territoire : la carte de Cassini (XVIIIe siècle), la carte d'état-major (1820-1866) et les cartes ou photos aériennes de l'IGN pour la période actuelle (1950 à aujourd'hui).

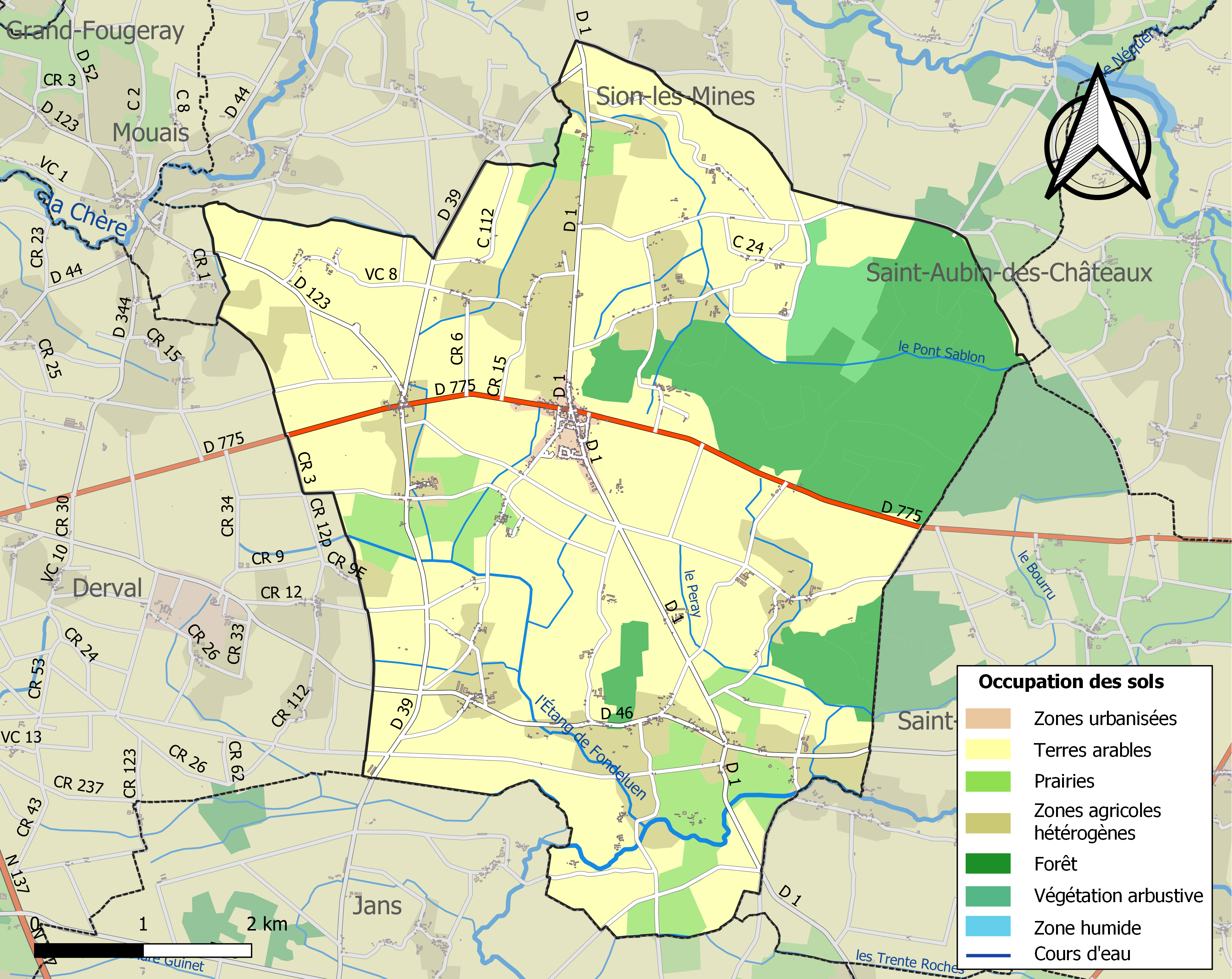
Carte des infrastructures et de l'occupation des sols de la commune en 2018 (CLC).

## Toponymie
Le nom de la localité est attesté sous les formes Condita Lubiacense en 816, In vegario Lusebiacense en 850.
Lusanger possède un nom en gallo, la langue d'oïl locale, écrit Luzenjë et prononcé [lyzɑ̃ʒə] ou [lyzɑ̃ʒœ],.
La forme bretonne proposée par l'Office public de la langue bretonne est Luzevieg.

## Histoire

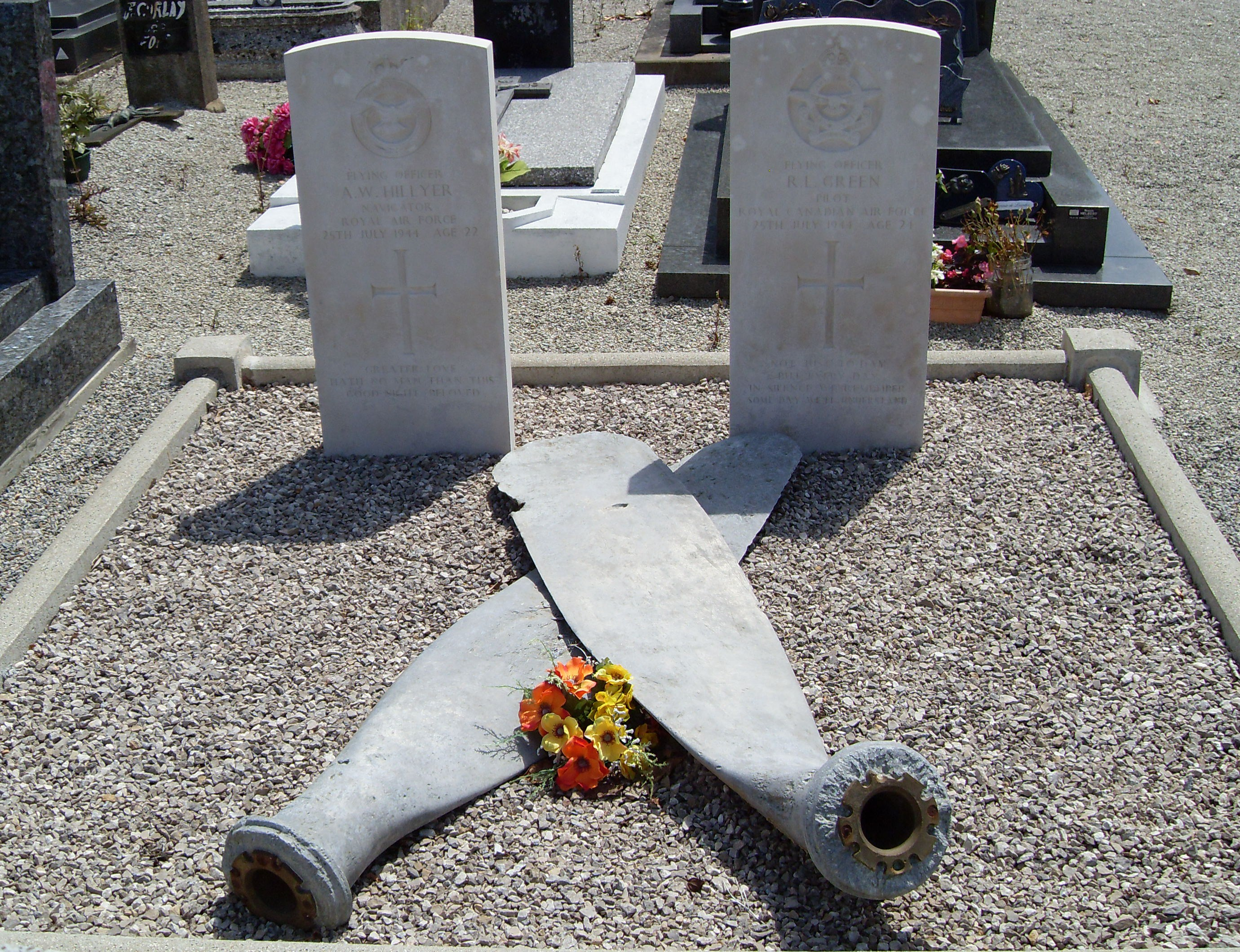
Tombe des deux aviateurs.

La commune est habitée au moins depuis le Néolithique, et se trouve dans une région de forte densité mégalithique. Elle comprend encore plusieurs menhirs (alignement de la Grée Galot, menhir du Tertre Gicquel, Pierre du Hochu) malgré les destructions occasionnées pour la construction du calvaire de Louisfert à la fin du XIXe siècle. De même, les mégalithes de la Pierre et la Pierre du Pont du Château sont des vestiges de constructions mégalithiques désormais détruites.
- La paroisse mentionnée dans le cartulaire de Redon avec quelques toponymes en vieux-breton.
- Le 25 juillet 1944, un avion canadien s'écrase auprès du bourg de Lusanger. Les aviateurs sont enterrés dans le cimetière.
- Lusanger doit son origine à une très vieille famille de ce nom qui résidait au début de XIIIe siècle, éteinte au début du XVe siècle en les personnes de noble Dame Aliette de Luzanger, mariée à Jehan de Kervarin et de Catherine de Lusanger mariée à Pierre de Laval au XIIIe siècle, Robin de Lusanger et Raoul de Lusanger seigneurs du Pordor en Avessac ce qui explique le nom du village du Fief-Robin.
- Des monticules de pierres, vestiges d'un passé lointain, tel le moulin des Bouffetières au prince de Condé habité par un certain Louesvic en 1724, l'abbaye de Couëtoux, le vieux château sont encore visibles de nos jours ainsi que l'église du Vieux Bourg.

Les vingt-sept, de la carrière de la Sablière à Châteaubriant, le 22 octobre 1941
1re Sépulture : Lusanger
Titus Bartoli : 58 ans, né à Palneca (Corse-du-Sud), militant communiste. Son corps a été transféré à Digoin (Saône-et-Loire).
Jean Grandel : 50 ans, maire communiste de Gennevilliers. Né à Montpellier (Hérault). Son corps a été transféré dans le carré militaire du cimetière de Gennevilliers (Hauts-de-Seine).
Julien Le Panse : 34 ans, né à Auray (Morbihan), militant communiste. Son corps a été transféré dans le cimetière de la Chauvinière à Nantes.

## Héraldique
| Blason | Blasonnement : D'argent à deux tourteaux de gueules soutenus d'un croissant d'azur. |

## Population et société

### Démographie
Selon le classement établi par l'Insee, Lusanger est une commune multipolarisée. Elle fait partie de la zone d'emploi de Châteaubriant et du bassin de vie de Derval. Elle n'est intégrée dans aucune unité urbaine. Toujours selon l'Insee, en 2010, la répartition de la population sur le territoire de la commune était considérée comme « peu dense » : 54 % des habitants résidaient dans des zones « peu denses »  et 46 % dans des zones « très peu denses ».

#### Évolution démographique
L'évolution du nombre d'habitants est connue à travers les recensements de la population effectués dans la commune depuis 1793. Pour les communes de moins de 10 000 habitants, une enquête de recensement portant sur toute la population est réalisée tous les cinq ans, les populations de référence des années intermédiaires étant quant à elles estimées par interpolation ou extrapolation. Pour la commune, le premier recensement exhaustif entrant dans le cadre du nouveau dispositif a été réalisé en 2008.

En 2022, la commune comptait 1 064 habitants, en évolution de +2,8 % par rapport à 2016 (Loire-Atlantique : +6,68 %, France hors Mayotte : +2,11 %).
| 1793 | 1800 | 1806 | 1821 | 1831  | 1836  | 1841  | 1846  | 1851  |
| ---- | ---- | ---- | ---- | ----- | ----- | ----- | ----- | ----- |
| 939  | 954  | 808  | 951  | 1 116 | 1 015 | 1 051 | 1 063 | 1 160 |

| 1856  | 1861  | 1866  | 1872  | 1876  | 1881  | 1886  | 1891  | 1896  |
| ----- | ----- | ----- | ----- | ----- | ----- | ----- | ----- | ----- |
| 1 208 | 1 400 | 1 464 | 1 426 | 1 564 | 1 644 | 1 677 | 1 705 | 1 648 |

| 1901  | 1906  | 1911  | 1921  | 1926  | 1931  | 1936  | 1946  | 1954  |
| ----- | ----- | ----- | ----- | ----- | ----- | ----- | ----- | ----- |
| 1 683 | 1 685 | 1 612 | 1 404 | 1 346 | 1 401 | 1 355 | 1 269 | 1 186 |

| 1962  | 1968  | 1975 | 1982 | 1990 | 1999 | 2006  | 2008  | 2013  |
| ----- | ----- | ---- | ---- | ---- | ---- | ----- | ----- | ----- |
| 1 063 | 1 020 | 934  | 914  | 926  | 947  | 1 000 | 1 015 | 1 026 |

| 2018  | 2022  | - | - | - | - | - | - | - |
| ----- | ----- | - | - | - | - | - | - | - |
| 1 058 | 1 064 | - | - | - | - | - | - | - |

#### Pyramide des âges
La population de la commune est relativement jeune.
En 2018, le taux de personnes d'un âge inférieur à 30 ans s'élève à 35,4 %, soit en dessous de la moyenne départementale (37,3 %). À l'inverse, le taux de personnes d'âge supérieur à 60 ans est de 23,1 % la même année, alors qu'il est de 23,8 % au niveau départemental.
En 2018, la commune comptait 522 hommes pour 536 femmes, soit un taux de 50,66 % de femmes, légèrement inférieur au taux départemental (51,42 %).
Les pyramides des âges de la commune et du département s'établissent comme suit.
| Hommes | Classe d’âge | Femmes |
| ------ | ------------ | ------ |
| 0,4    | 90 ou +      | 0,6    |
| 5,9    | 75-89 ans    | 7,8    |
| 16,7   | 60-74 ans    | 14,7   |
| 23,4   | 45-59 ans    | 20,9   |
| 19,0   | 30-44 ans    | 20,0   |
| 16,1   | 15-29 ans    | 15,5   |
| 18,6   | 0-14 ans     | 20,5   |

| Hommes | Classe d’âge | Femmes |
| ------ | ------------ | ------ |
| 0,6    | 90 ou +      | 1,8    |
| 6      | 75-89 ans    | 8,6    |
| 15,1   | 60-74 ans    | 16,4   |
| 19,4   | 45-59 ans    | 18,8   |
| 20,1   | 30-44 ans    | 19,3   |
| 19,2   | 15-29 ans    | 17,4   |
| 19,5   | 0-14 ans     | 17,6   |

## Culture et Patrimoine

### Patrimoine mégalithique
- Pierre du Hochu, menhir classé au titre des monuments historiques en 1928[23].
- Alignement de la Grée Galot
- Menhir du Tertre Gicquel

### Patrimoine architectural
Ensemble de terrassements (talus, douves, terre-plains) et ruines du Vieux-Château dans la forêt de Dommnaiche.

### Patrimoine religieux

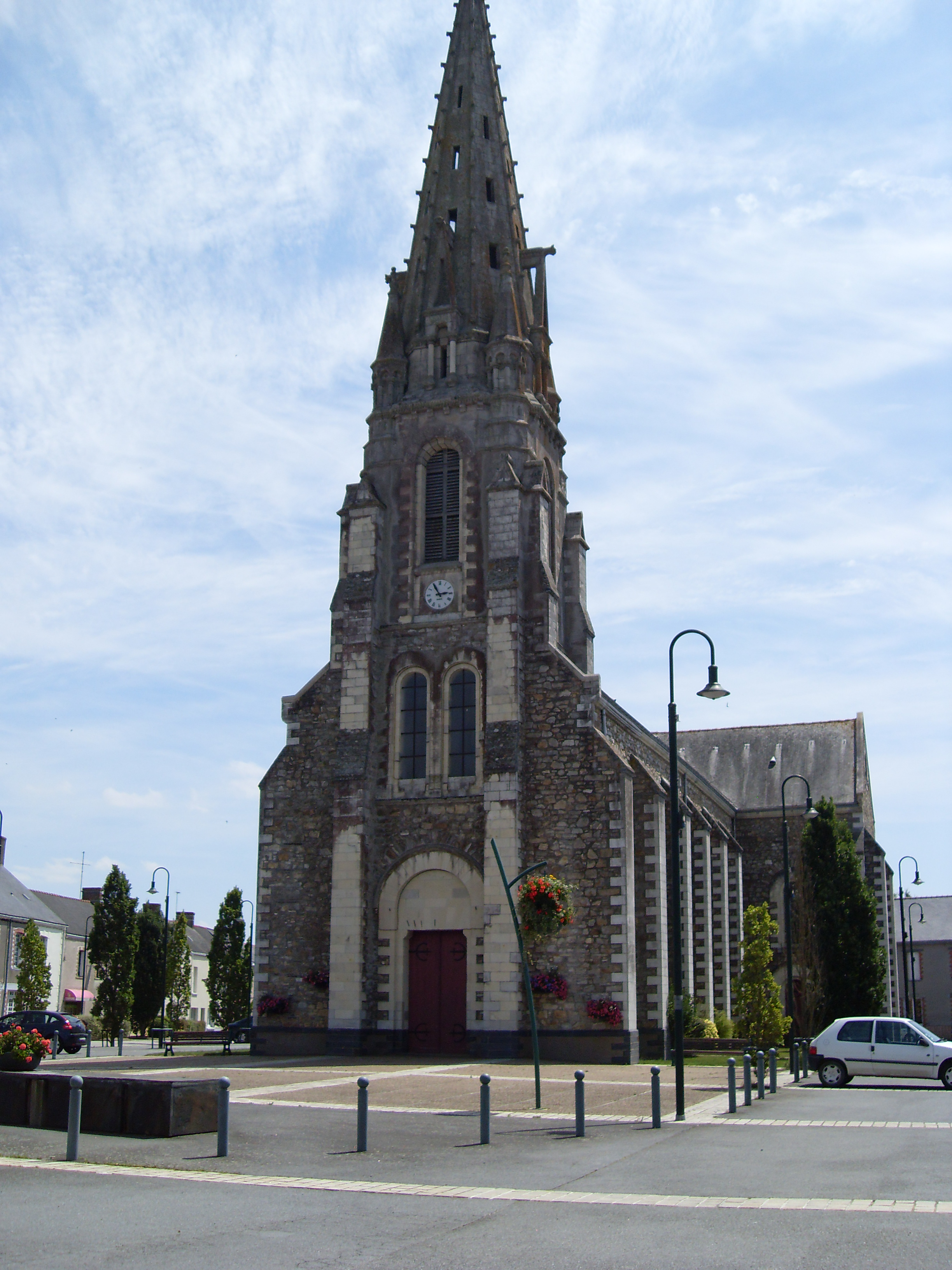
Église Saint-Jean-Baptiste.

- Église Saint-Jean : Construite entre le XIIe et le XVe siècle, elle est située dans le vieux bourg de Lusanger. Les fresques encore visibles aujourd'hui datent du XVe siècle et la charpente du XVIe. Elle sert actuellement de grange[24].  Inscrit MH (1997)[25]
- Église Saint-Jean-Baptiste : construite en 1866 et 1869.
- Chapelle Saint-Côme et Saint-Damien, XIXe siècle.
- Église chrétienne évangélique la Sauzaie

### Enseignement
Deux écoles sont établies à Lusanger : l'école privée « Notre-Dame-de-Bonne-Garde » et l'école publique de « La Petite-Normandie ».

## Associations

### La vie culturelle
Association 100 % Colleg'tif